# Nikita Rukavytsya
Nikita Rukavytsya, nascido Mykyta Vadymovych Rukavytsya - em ucraniano, Микита Вадимович Рукавиця (Mykolaiv, 22 de junho de 1987) é um futebolista ucraniano naturalizado australiano.
Nos tempos de URSS, seu nome era russificado para Nikita Vadimovich Rukavitsa (Никита Вадимович Рукавица, em russo).

## Carreira
Nikita Rukavytsya representou a Seleção Australiana de Futebol, nas Olimpíadas de 2008 e da Copa do Mundo de 2010.